# TB Tvøroyri
El Tvøroyrar Bóltfelag es un equipo de fútbol de las Islas Feroe de la ciudad de Tvøroyri, que milita actualmente en la 1. deild, la segunda liga de fútbol más importante del país.

## Historia
El club fundado en 1892 en la ciudad de Tvøroyri, en la isla de Suðuroy, fue en 1942 uno de los cuatro clubes fundadores de la liga de las Islas Feroe, se convirtió desde un inicio en uno de los clubes más exitosos del país. En los primeros veinte años del campeonato el club fue cuatro veces campeón y en cinco oportunidades subcampeón, además se alzó con la Copa de Islas Feroe en cuatro ocasiones.

## Palmarés
- Primera División de las Islas Feroe: 7 :

1943, 1949, 1951, 1976, 1977, 1980, 1987.
- Copa de Islas Feroe: 5 :

1956, 1958, 1960, 1961, 1977.
- 1. deild: 4
  - 1948, 2001, 2004, 2014

### Reservas
- 2. deild: 1
  - 1979

- 3. deild: 1
  - 2007

### TB III
- 5. deild: 1[1]
  - 1993

### Veteranía
- Old Boys - Meistarar 35+ (5):

1996, 1997, 1998, 1999, 2019
- Old Boys - Meistarar 45+ (1):

2012

### Palmarés Divisiones Juveniles
- Primera División de las Islas Feroe Sub-21 (1):

1980
- Primera División de las Islas Feroe Sub-17 (3):

1965, 1970, 1971
- Copa de las Islas Feroe Sub-17 (2):

1970, 1971
- Primera División de las Islas Feroe Sub-15 (1):

1978
- Copa de las Islas Feroe Sub-15 (3):

2006
- Primera División de las Islas Feroe Sub-13 (7):

1968, 1974, 1992
- Primera División de las Islas Feroe Sub-11 (7):

2002